# Gujo

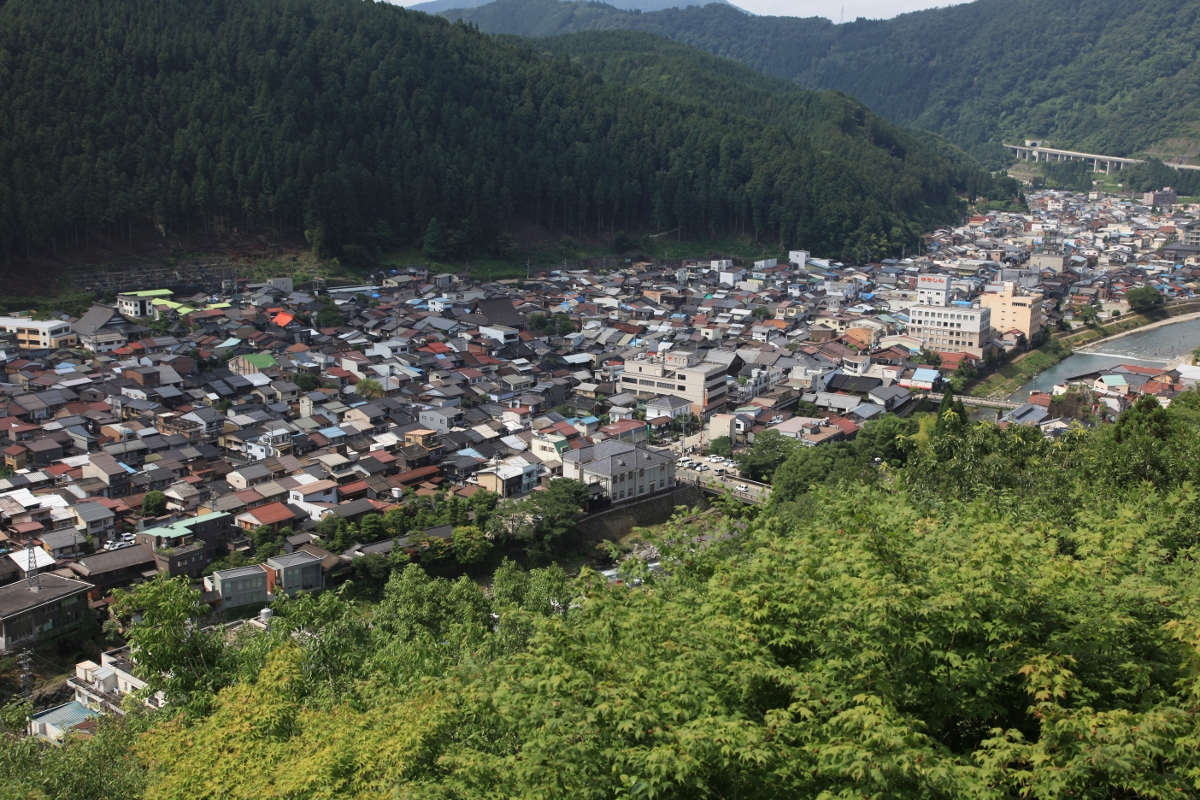

Gujō (Japans: 郡上市, Gujō-shi) is een stad in de prefectuur Gifu op het eiland Honshu in Japan. De stad heeft een oppervlakte van 1.030,79 km² en eind 2008 bijna 46.000 inwoners. De rivier Nagara loopt van noord naar zuid door de stad.

## Geschiedenis
Op 1 maart 2004 werd Gujō een stad (shi) na samenvoeging van de gemeentes Hachiman (八幡町, Hachiman-chō), Yamato (大和町, Yamato-chō), Shirotori (白鳥町, Shirotori-chō) en de dorpen Takasu (高鷲村, Takasu-mura), Minami (美並村, Minami-mura), Meiho (明宝村, Meihō-mura) en Wara (和良村, Wara-mura).

## Economie
Gujō is het centrum van een wintersportgebied.

## Bezienswaardigheden
- De burcht Gujō-Hachiman (郡上八幡城, Gujō-Hachiman-jō).
- Gujō Odori, een dansfestival gedurende 30 dagen in de zomer met een traditie van 400 jaar.
- Togakushi heiligdom in stadsdeel Wara.
- Diverse onsen.
- Amida waterval in stadsdeel Shirotori en de Kama waterval in stadsdeel Minami.
- Hakusan cultureel museum.
- Diverse zeer oude ceders.
- Nenko heiligdom in stadsdeel Wara.
- Hirugano botanische tuin (ひるがの湿原植物園, Hirugano Shitsugen Shokubutsuen) in stadsdeel Takasu.

## Verkeer
Gujō ligt aan de Etsuminan-lijn van de Nagaragawa Spoorwegen.
Gujō ligt aan de Tokai-Hokuriku-autosnelweg en aan de autowegen 156, 158, 256 en 472.

## Aangrenzende steden
- Gero
- Mino
- Ōno
- Seki
- Takayama